# پروژه هزاره
پروژه هزاره (انگلیسی: The Millennium Project) یک نهاد مستقل غیرانتفاعی متشکل از آینده گرایان، محققان، تصمیم گیرندگان و برنامه ریزان کسب و کار است که بر آینده تمرکز دارد. این پروژه گزارش سالانه خود را در مورد آینده منتشر می‌کند و مسائل مربوط به آب پاک، جمعیت‌شناسی، نابرابری درآمد، انرژی، غذا، علم و فناوری، اخلاق، اقتصاد، بهداشت، آموزش، جرم سازمان یافته، تصمیم‌گیری و پیش‌بینی، روابط جنسیتی، جنگ و صلح مورد بررسی قرار می‌گیرد.

## اهداف پروژه هزاره
هشت هدف کلی برای پروژه هزاره وجود دارد:
1. ریشه کن کردن گرسنگی و فقر
2. رسیدن به آموزش پایه برای همه
3. ترویج برابری جنسیتی و تقویت زنان
4. کاهش مرگ و میر کودکان
5. بهبود سلامت زنان باردار
6. مبارزه با ایدز، مالاریا و سایر بیماری‌ها
7. اطمینان از توسعه در تعادل با طبیعت
8. ایجاد مشارکت جهانی برای توسعه